# Telajung
Telajung is een bestuurslaag in het regentschap Bekasi van de provincie West-Java, Indonesië. Telajung telt 20.629 inwoners (volkstelling 2010).